# Nematogobius brachynemus
Nematogobius brachynemus és una espècie de peix de la família dels gòbids i de l'ordre dels perciformes present a l'Atlàntic oriental: des del Senegal fins a la República Democràtica del Congo i Annobón.
És un peix marí, de clima tropical i demersal.
Els mascles poden assolir 5,7 cm de longitud total.
És inofensiu per als humans.